# تپه فتح
تپه فتح در شهرستان دهلران، بخش موسیان، دهستان دشت عباس، روستای فتح واقع شده و این اثر در تاریخ ۱۵ دی ۱۳۸۷ با شمارهٔ ثبت ۲۴۰۴۰ به‌عنوان یکی از آثار ملی ایران به ثبت رسیده است.